# Ramal al Muelle de Puerto Deseado
El ramal al Muelle de Puerto Deseado es una ex derivación vial, en desuso y parcialmente conservada, del Ferrocarril Puerto Deseado a Colonia Las Heras que unía la estación de Puerto Deseado con  la zona portuaria. El ramal aseguraba que todas las cargas llegadas a Puerto Deseado que provenían desde o hacia la localidad de Las Heras tuviera asegurado su transporte marítimo.Sus vestigios se emplazan a lo largo de la ciudad patagónica en el Departamento Deseado, Provincia de Santa Cruz, Argentina.

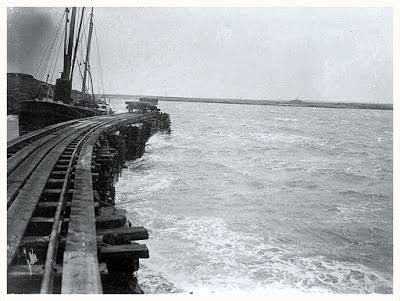
Vías en el primer muelle primitivo que tuvo Deseado. Eran de tipo angostas. El muelle fue fundamental para construcción del ramal y posibilitar la visita del presidente Roque Sáenz Peña

Fue el único ramal anexo significativo que tuvo el desaparecido ferrocarril patagónico que operaba en esta zona y cuya función estaba planificada en llegar al lago Nahuel Huapi.

## Toponimia
Su nombre deriva del destino exclusivo que tuvo este ramal hacia el muelle de Puerto Deseado.

## Historia

### Primeros años
Las obras de construcción del ferrocarril que iniciaba desde la costa de Puerto Deseado y tenía pensado culminar en Bariloche comenzaron el 7 de mayo de 1909. Ya para el 20 de septiembre de 1909 se produjo la inauguración de esta línea. Ese día, la locomotora N.º 163 -que pertenecía al Ferrocarril Sud- recorrió los primeros metros sobre esta traza de trocha ancha desde las cercanías del muelle de Puerto Deseado hasta la primera alcantarilla construida en la línea principal, recorriendo unos 2500 metros. Es decir el ramal al muelle fue lo primero que se construyó y recorrió. Al mismo tiempo, fue vital para la construcción del ferrocarril principal.
En 1910 se dispuso la construcción de un muelle para el atraque de las embarcaciones navieras, y descarga de materiales en el actual sitio 1 del puerto. El mismo era de madera y estaba sostenido por pilotes de madera dura (durmientes de quebracho). Se habían colocado vías angostas del ferrocarril que por medio de vagonetas se trasladaban los equipajes. Las obras las realizó el carpintero de ribera, Adriano Blanco junto con varios obreros. Blanco había arribado en 1909 con aquel contingente que llegó para construir el ramal ferroviario. Una vez concluido el antiguo muelle, ejecutado por tracción a sangre y con durmientes de quebracho, tuvo su visita más importante con el desembarco del presidente argentino Roque Sáenz Peña en marzo del año 1911, cuando vino a inspeccionar las obras ferroviarias. Aunque el ferrocarril estuvo terminado completamente en 1914 no fue detallado en los diferentes itinerarios sucesivos. En los sucesivos años el muelle primitivo fue nombrado como "Ramón" en honor a Ramón Martínez, español, que llegó en 1909, trabajó como guinchero en el ferrocarril, luego fue lanchero, y vivió en el refugio aledaño al muelle.
El primitivo muelle se constituyó como el único medio para que el ferrocarril pudiera exportar e importar todo lo que necesitaba a través del transporte de ultramar.

### Auge
El  sistema ferroviario se integró al marítimo con un excelente esquema que lograba articular al territorio con el puerto chileno de Puntas Arenas. Esta relación comercial binacional propició que durante los años 1909 a 1919, arribaran a Puerto Deseado más de veinte buques anuales. Básicamente, arribaban de Punta Arenas productos alimenticios, bebidas, material para la construcción, carbón y armas y desde el puerto de Puerto Deseado partían hacia Punta Arenas la producción lanera del territorio, cuero de guanaco, grasa, etc., como así también otros productos de origen argentino que llegaban a Puerto Deseado por barcos, teniendo en cuenta que este conectaba con Punta Arenas y con Buenos Aires.
El ferrocarril y la zona vivieron los beneficios de una de las obras más importantes que conoció Puerto Deseado en 1922 al autorizarse la instalación de un frigorífico. El mismo se inauguró en enero de 1926. La obra permitió faenar y congelar carne para luego enviarla por vía marítima, generó mejores condiciones económicas en la región, con el aprovechamiento total de los ovinos, de los cuales sólo se obtenían lana y cueros, desperdiciándose el resto. Esto aumentó el movimiento ferroviario, para el cual en 1927 había una existencia de 12 locomotoras, 9 coches de pasajeros y 200 vagones de carga. La planta frigorífica transformaba las ovejas en carne congelada, apta para la exportación. Poseía rampa por donde los animales entraban a la sección de matanza y sala de refrigeración del producto elaborado, a la espera del próximo buque de transporte.

### Inicios del declive
Ya en el año 1927 este movimiento portuario motivado por una gran actividad comercial y productiva decaería a seis buques arribados por año.
Las expectativas de crecimiento y desarrollo económico comenzaron a apagarse tras la paralización de las obras que terminaron por no concluir el plan ambicioso de dejar integrado vía el ferrocarril a todo el territorio nacional. Luego, otro factor negativo que interrumpió el crecimiento que se venía desarrollando en 1929, tras la crisis de la posguerra mundial que trajera consecuencias negativas para los precios internacionales de la lana, lo cual terminó perjudicando a los comerciantes y productores de todo el territorio. Solo Puerto Deseado y Las Heras fueron las estaciones más activas del ramal. De este modo, Puerto Deseado tuvo un lugar de privilegio en este ramal ya que las actividades comerciales y portuarias tenían como epicentro a esta ciudad costera.

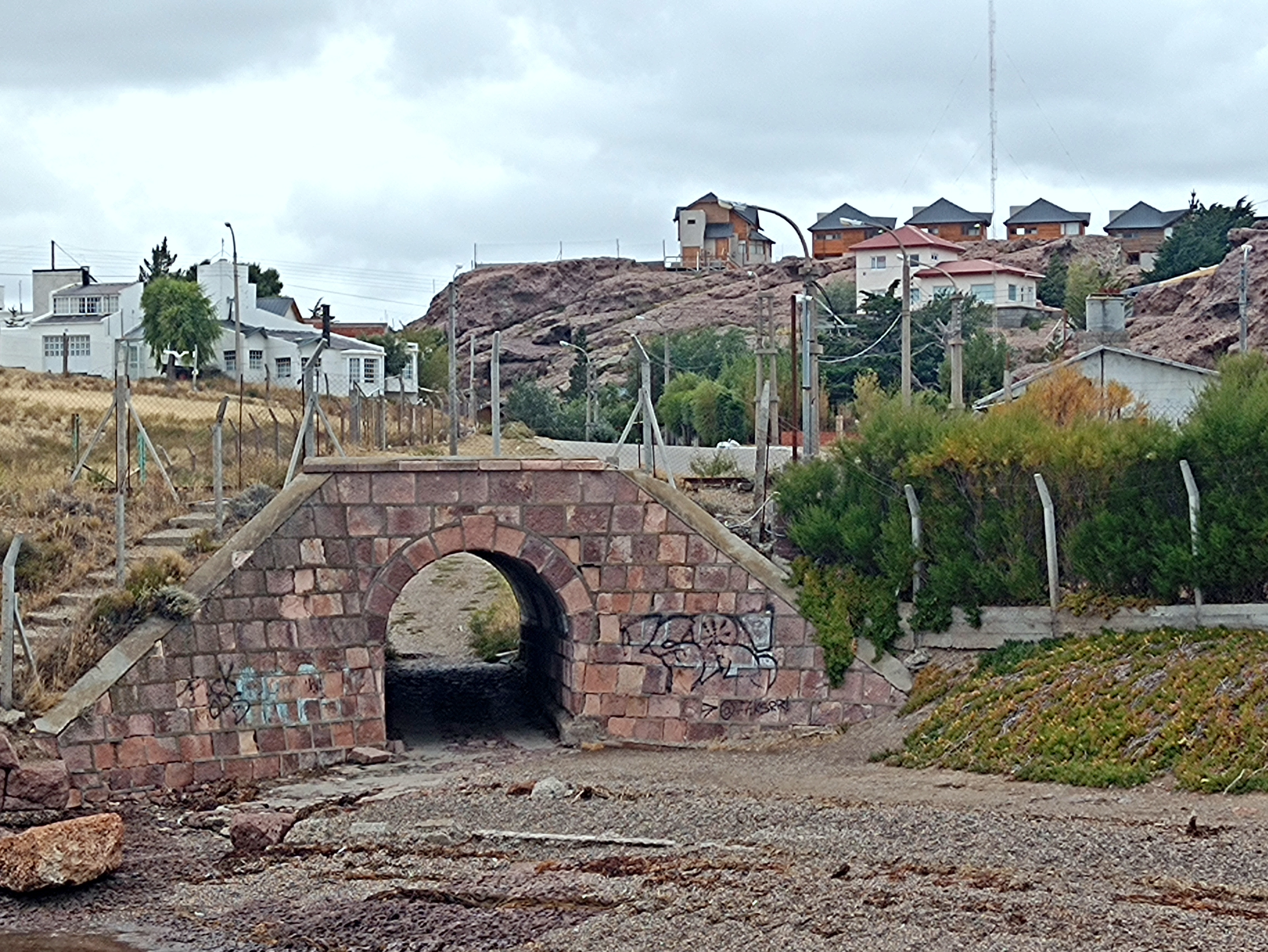
Puente alcantarilla antes de arribar al muelle.

En 1938 comenzó el tráfico de minerales como plomo, zinc y cobre, originarios de las explotaciones chilenas que rodeaban el Lago General Carrera, este lago compartido por Argentina y Chile que cruzaban por la zona en busca de la costa atlántica, mediante el ferrocarril, específicamente a Puerto Deseado, donde luego se embarcaban rumbo a Santiago de Chile, ya que las comunicaciones por el mismo país de Chile eran hasta ese momento imposibles. Esto se mantuvo hasta 1955 en que se cortó la circulación. Un informe de 1957 reveló que las últimas actividades significativas que tuvo el ramal  fueron la recepción y transporte de plomo y zinc. Los mismos eran enviados a Puerto Deseado para ser remitidos a buques de Ultramar. El mineral era proporcionado por un establecimiento minero en Puerto Cristal (Chile) en un volumen anual de alrededor de 10.000 toneladas.Esto sugiere que aun se mantenía un remanente de movimientos mineraleros o su cese era reciente. 

### El nuevo muelle
En 1923 para modernizar de desembarco arribó el ingeniero José Zelada. Su objetivo fue dar comienzo a la proyectada obra del nuevo muelle. Al principio unos treinta operarios, iniciaron la obra de desmontado de la parte de tierra al lado de la vía del ferrocarril, para encontrar el nivel de altura del muelle. El 11 de enero de 1928 se dejó librada al servicio público la construcción del muelle. Desde entonces pudieron operar cargas y buques de pesca, carga general y carga frigorífica, contenedores, pertenecientes a tráficos de Ultramar y de Cabotaje.

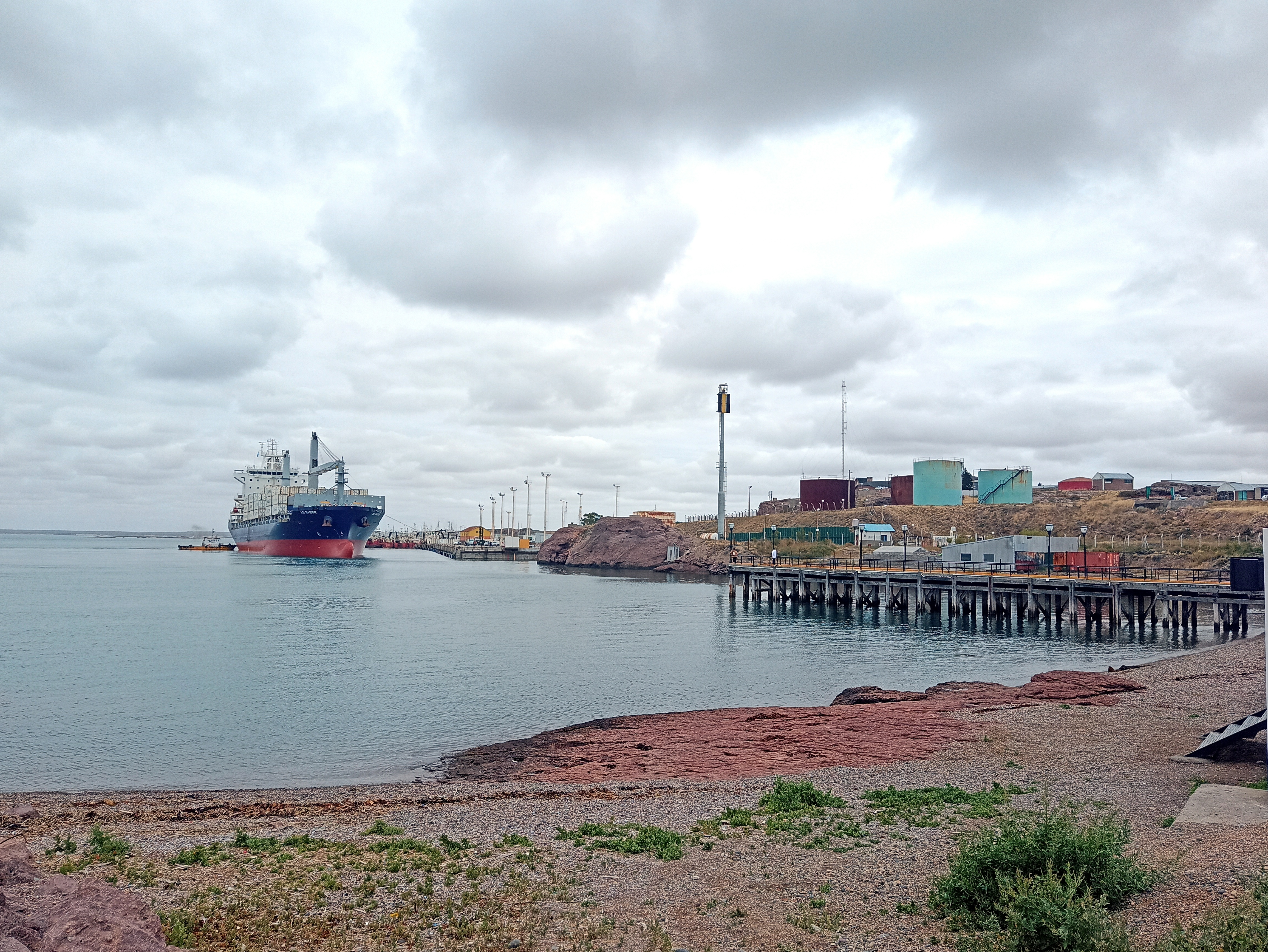
Operaciones de cargas en la zona cercana al muelle.

### El ramal en los documentos históricos
El ramal apareció por primera vez descripto en el itinerario de 1934 en la sección descriptiva de elementos del ferrocarril. En el documento no se colocó ningún nombre al ramal y solo se limitó a describir una continuación de las vías en forma negativa desde el kilómetro 0 (estación matriz) hasta el punto -1,6 con todos sus desvíos. Por otro lado, describió pocos detalles técnicos.
El análisis de itinerarios de horarios lo largo del tiempo confirman que era de carácter exclusivo para las cargas. De este modo, su mención no fue tenida en cuenta en la mayoría de los itinerarios e informes de horarios que buscaron atender más al transporte de pasajeros: 1920 1928, 1930, 1934, 1936, 1938, 1940 y 1946 entre otros.
El ramal volvió a figurar en los detalles técnicos del itinerario de 1940 ya con el nombre impuesto de "ramal al Muelle". Por otro lado, continuó con datos técnicos muy similares a los 1934; pero con mayor longitud. Esto quizás se debió la suma de los diversos desvíos que tenía la zona portuaria que pasaron del kilómetro 0 a - 2,117 kilómetros. Sin embargo, el ramal puntual fue tomado desde el kilómetro - 0.224 hasta el kilómetro -1,1.
El itinerario de 1945 retomó al ramal. El mismo terminó repitiendo todos los datos de 1940, pero agregó el material rodante que operaba en la zona portuaria.
La última mención técnica del ramal vino con el informe de 1958. El documento indicó a este punto sin detalles técnicos y solo fue mencionado por el nombre  "El puerto". No dio detalles de su inicio con un punto kilométrico, pero aportó que el ramal tenía un largo de 1,46 kilómetros en total.
Al formar parte del Ferrocarril Patagónico Puerto Deseado a Las Heras y ser clausurado el mismo el 15 de enero de 1978; el ramal acompañó su destino y cesó totalmente su actividad.

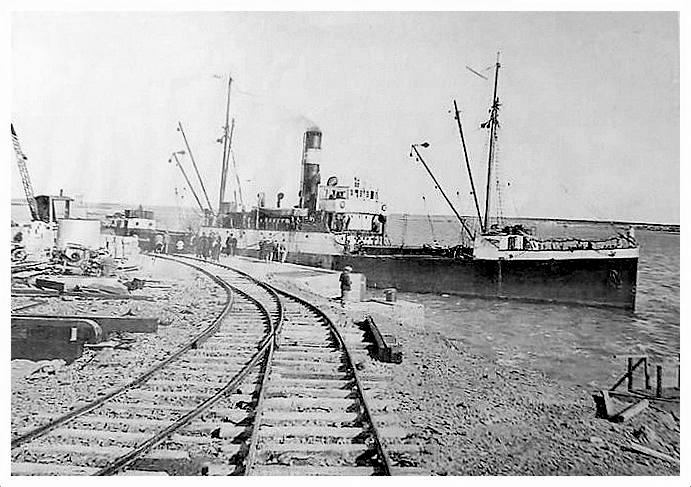
Desvíos internos del ramal antes de llegar a su culminación en le muelle

### Reactivación fraudulenta

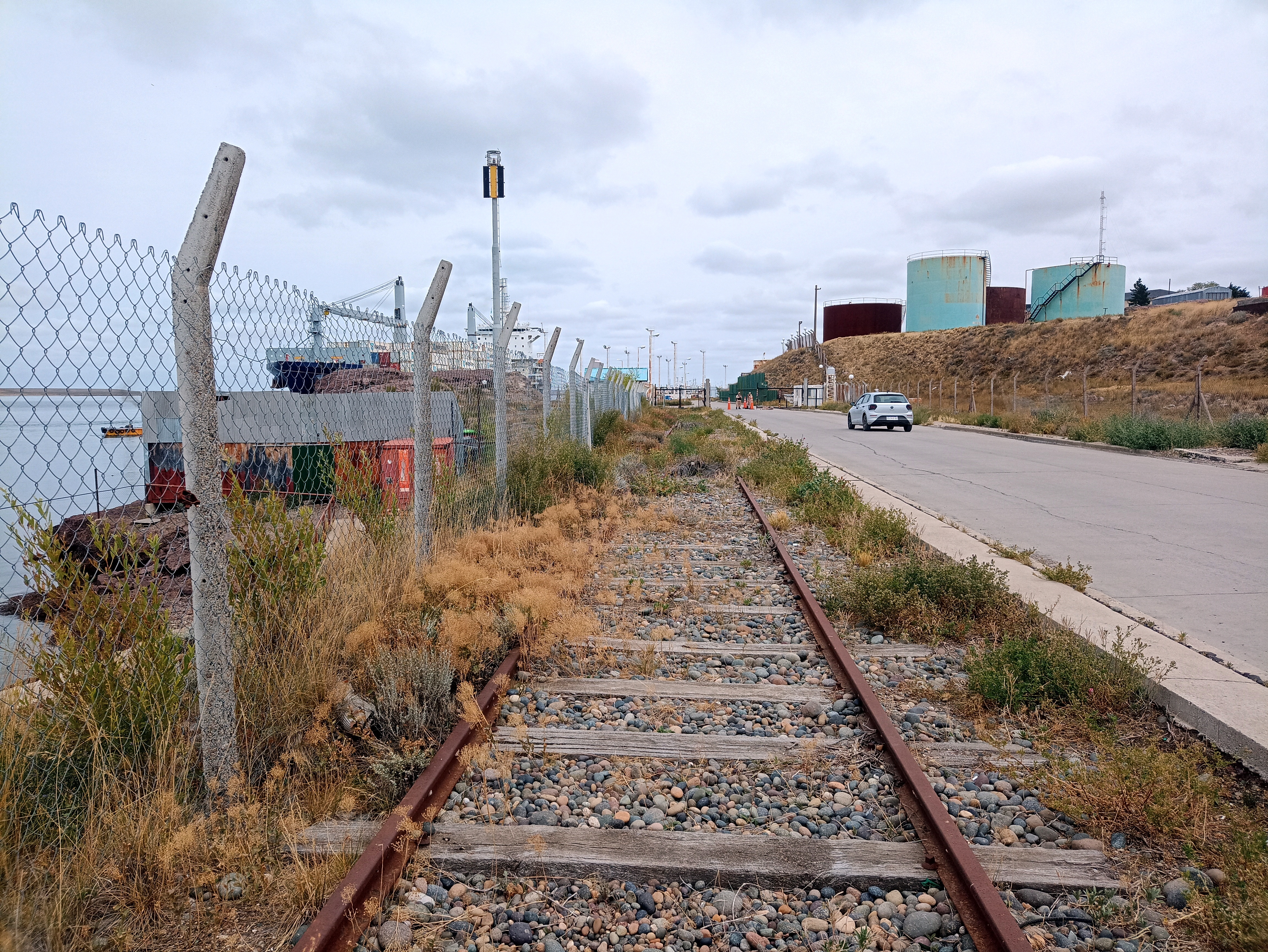
Sección final del ramal ingresando a la zona portuaria en perfecto estado.

El 8 de julio de 2008, en un acto realizado en la Casa Rosada por Cristina Fernández de Kirchner, la Secretaría de Transporte, a cargo de Ricardo Jaime y dependiente del Ministerio de Planificación de Julio De Vido, adjudicó el reacondicionamiento y rehabilitación del ferrocarril patagónico cerrado desde 1978. Ese mismo día, la entonces presidenta encabezó en Casa de Gobierno el acto de adjudicación de obras. Se prometió una inversión de más de 8 millones de pesos. Se informó que la empresa debía finalizar las el trabajo en 6 meses. se adjudicó la obra a la UTE conformada por las empresas Herso-Sonis con el objetivo de reacondicionar y rehabilitar el ramal Puerto Deseado-Colonia Las Heras para servicios de carga y pasajeros. Las obras durarían seis meses y tendrían un costo de más de ocho millones de pesos argentinos.El 14 de julio de 2008, en Puerto Deseado, se creó el Consorcio de Cooperación Ferrocarril Deseado (CCFD). La obra tuvo un inicio turbio con el compromiso de que la empresa debía finalizar las el trabajo en tan solo 6 meses. Sin embargo, en el apuro por facturar los $ 8.321.629,00 por el tramo Deseado-Las Heras, no se había previsto que si las vías no llegaban al puerto, de nada servía la reactivación del ramal, ya que esa terminal es fundamental para la salida de cualquier tipo de producción y de allí embarcarla hacia Chile y/o distintos puntos del mundo, por barco. Esto demuestra que el ramal al Muelle estaba truncado o levantado en diferentes puntos y no podía ser utilizado. Precisamente, la cancha de futbol del club Ferrocarriles del Estado estaba exactamente ubicada en medio del trayecto entre la denominada progresiva kilómetro 5,000 y el puerto de Puerto Deseado. La argumentación para subsanar el error fue:
“Se entiende que los trabajos resultan acordes con el objeto de la rehabilitación del tráfico ferroviario del ramal Puerto Deseado-Colonia Las Heras y a los efectos pertinentes, los contratistas Herso SA-Luis Carlos Zonis SA, han presentado un proyecto técnico Ejecutivo para la traza “kilómetro 5 al kilómetro 00. Este se sitúa aproximadamente en la intersección de la vía férrea con la calle Patagonia, en proximidad del Frigorífico CARSA y de este sitio al kilómetro 1,600 de vías al puerto, presentando además, la propuesta de los trabajos correspondientes al Paso a Nivel en la intersección de la vía progresiva Km 125, con la ruta Nacional Nº 3 y la ampliación del plazo de obra que se establece en 22 meses a partir del día 06 de mayo de 2009”.
A pesar de haberse confirmado los pasos legales las obras no iniciaron sino hasta 2009. La encargada de la obra fue la UTE conformada por las firmas Herso S.A. y Zonys S:A, con un plazo de 6 meses para la realización de la obra y un presupuesto oficial de $ 8.321.619. Las obras que se debieron efectuar debieron ser: limpiar y desobstruir las vías; completar y perfilar el balasto; completar y reemplazar durmientes; reemplazar los rieles de corrida, normalizar las torceduras de vías y desplazamiento de los rieles; realizar los ajustes necesarios en los aparatos de vías; llevar a cabo las intervenciones necesarias en las obras de arte; y completar la señalización de los cruces públicos y los cerramientos perimetrales. Las obras no se concretaron en tiempo y forma.
Desde 2010 se dio a conocer el fuerte avance de tomas de tierras que los habitantes de Las Heras y ocuparon ilegalmente con apoyo del municipio local; hecho que dificulta la reactivación de la línea.Pese a que las obras tenían escaso avance una resolución de la secretaría de transporte (la 147/2010) modificó la obra y aprobó un aumento en los costos que pasaron de los 8 millones de 2008 a 17 millones de pesos en 2010. También, se ampliaron los plazos a 22 meses. Así la obra debía finalizar marzo de 2011.  Para mayo de 2011 se conoció el anunció que este ferrocarril sería parte de un ramal ferroviario bioceánico y que el gran propósito era unir Puerto Deseado con la localidad chilena de Puerto Chacabuco. Se aseguró que los últimos 5 km de vías al puerto estaban siendo reacondicionados y hasta se vaticinó que en septiembre se recibirían las locomotoras para el ramal que nunca llegaron.

### Nuevo intento de reactivación
En octubre de 2024 el gobernador Claudio Vidal anticipó que trabaja en el proyecto de recuperación del ferrocarril. El político aseguró que el tren cubriría los 285 kilómetros de recorrido y volvería a pasar por las estaciones Las Heras, Piedra Clavada, Koluel Kayke, Pico Truncado, Minerales, Fitz Roy, Jaramillo, Tellier y Puerto Deseado. Si bien, se confirmó que el nuevo ferrocarril estará orientado al turismo con parque temáticos y al transporte de cargas. En cuanto al transporte, servirá a la industria petrolera para bajar los costos de flete para el transporte de insumos fundamentales para la explotación de nuevos pozos petroleros, como tubos sin costura y varillas. De este modo, por el rápido acceso al puerto de aguas profundas y la conectividad ferroviaria volvería a dinamizar la actividad portuaria de Deseado. Como resultado, se posibilitaría la vuelta del funcionamiento del ramal al muelle y su apeadero dedicado a las cargas.

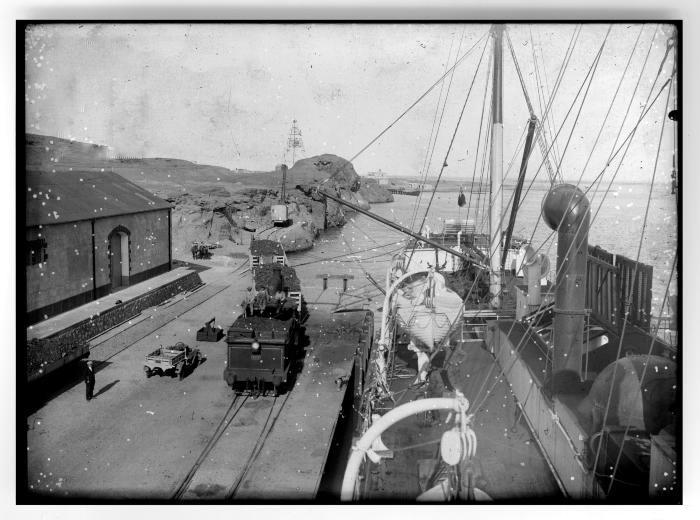
Maniobras ferroviarias en el apeadero del muelle. Como se denota en la imagen el ramal culminaba estrictamente en el mar.

## infraestructura
Aunque el ferrocarril estuvo terminado completamente en 1914 no fue detallado en los diferentes itinerarios sucesivos. Sin embargo, apareció por primera vez descripto en el itinerario de 1934 en la sección descriptiva de elementos del ferrocarril:
| Elementos del ramal                  |                  |
| ------------------------------------ | ---------------- |
| Peso soportado por los rieles:       | 32.730           |
| Tipo de rieles                       | FCCA             |
| Terraplén                            | Pedregullo areno |
| Tipo de durmientes                   | madera           |
| Cantidad de durmientes por kilómetro | 1161             |
| Longitud del mal con desvíos:        | 1.6 kilómetros   |

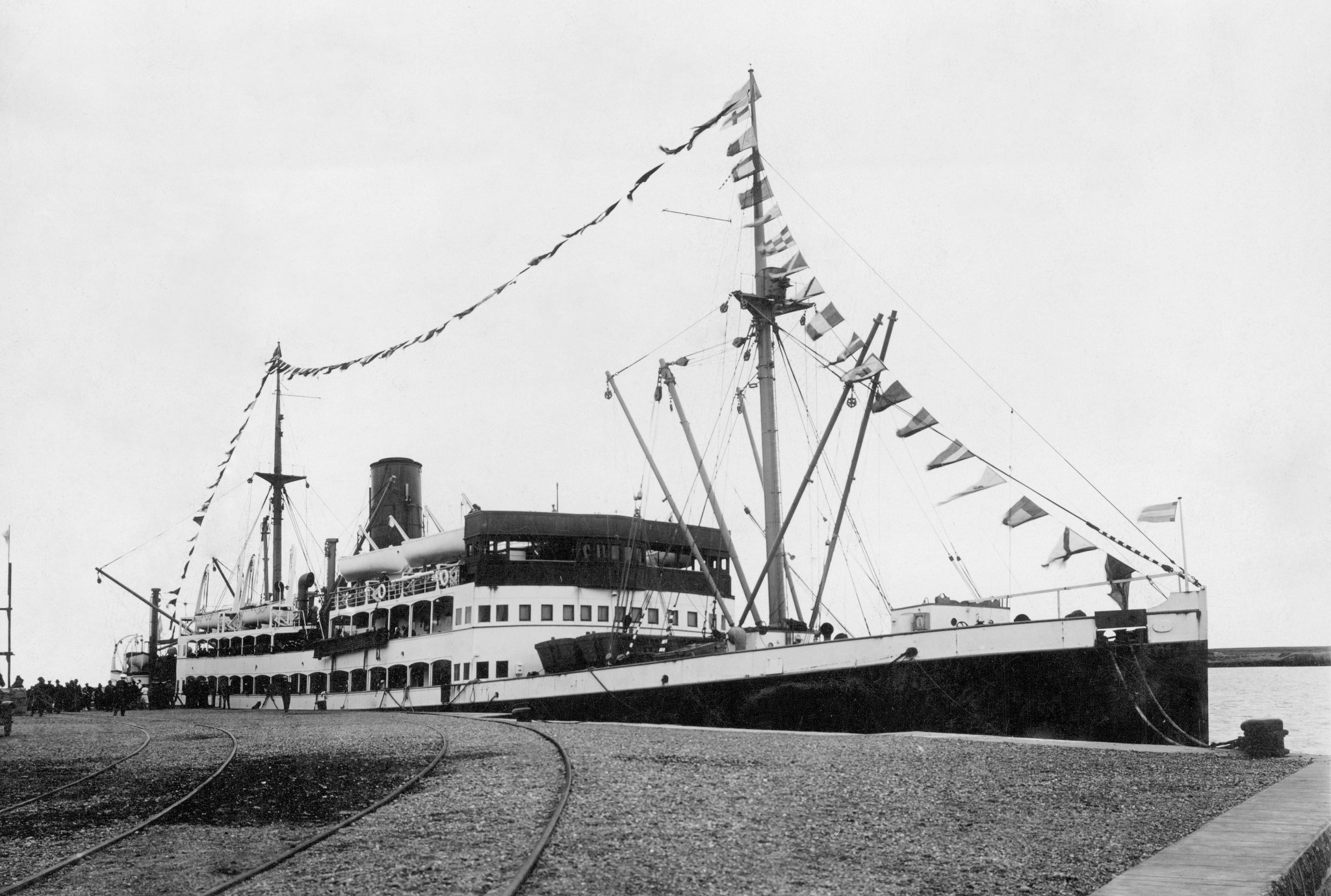
Desvíos recientemente inaugurados en el ramal al Muelle

Para 1940 el ramal repitió los datos de 1934, pero distinguió al ramal con nombre y  diferentes la longitudes:
| Largo                               |       |
| ----------------------------------- | ----- |
| ramal con desvíos totales y anexos: | 2117  |
| ramal puntual:                      | 1099  |
| Punto kilométrico de inicio         |       |
| ramal con desvíos totales y anexos: | 0     |
| ramal puntual:                      | 0,224 |

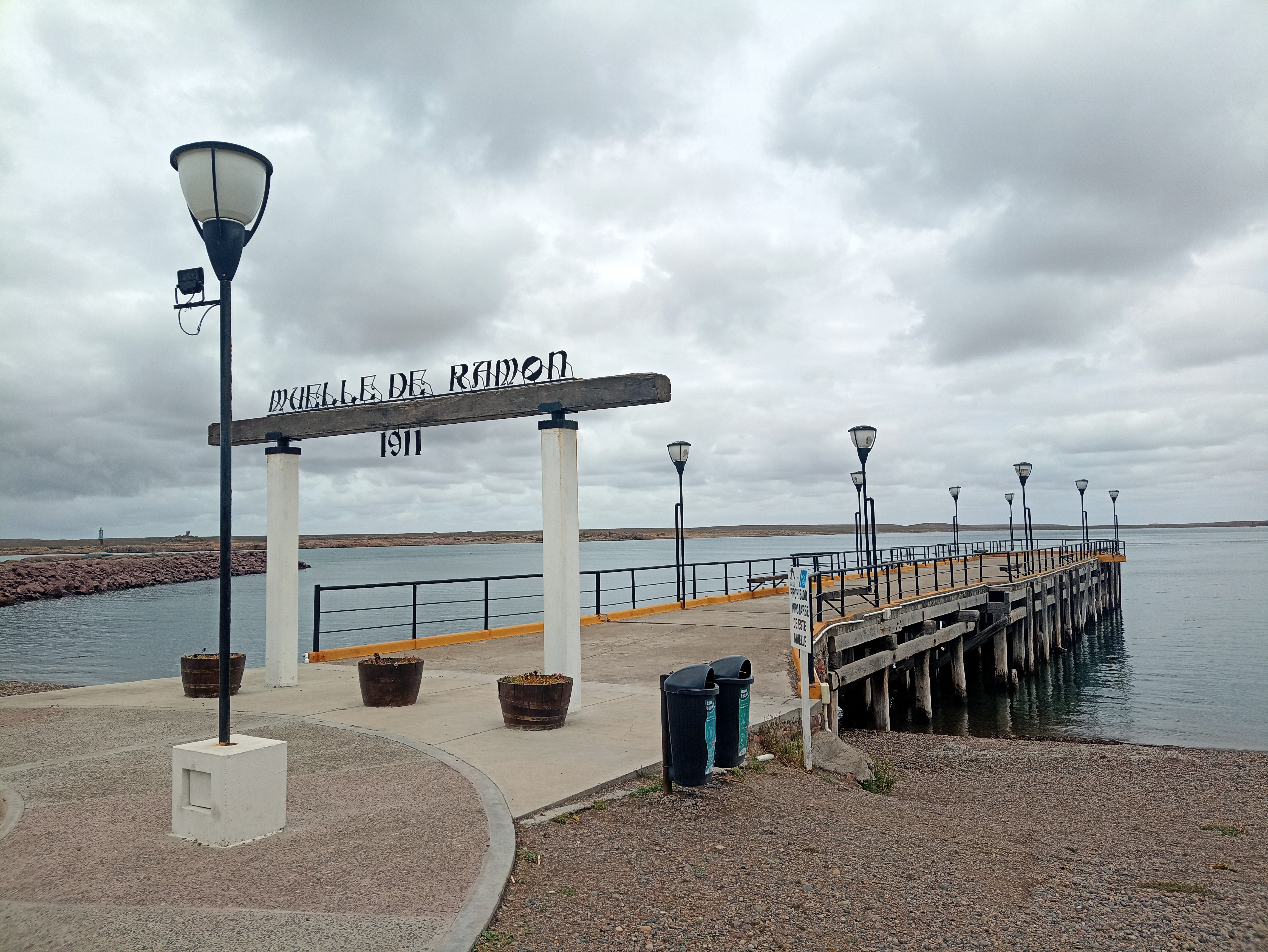
El muelle histórico del ferrocarril hoy reconvertido en paseo turístico y sin vías.

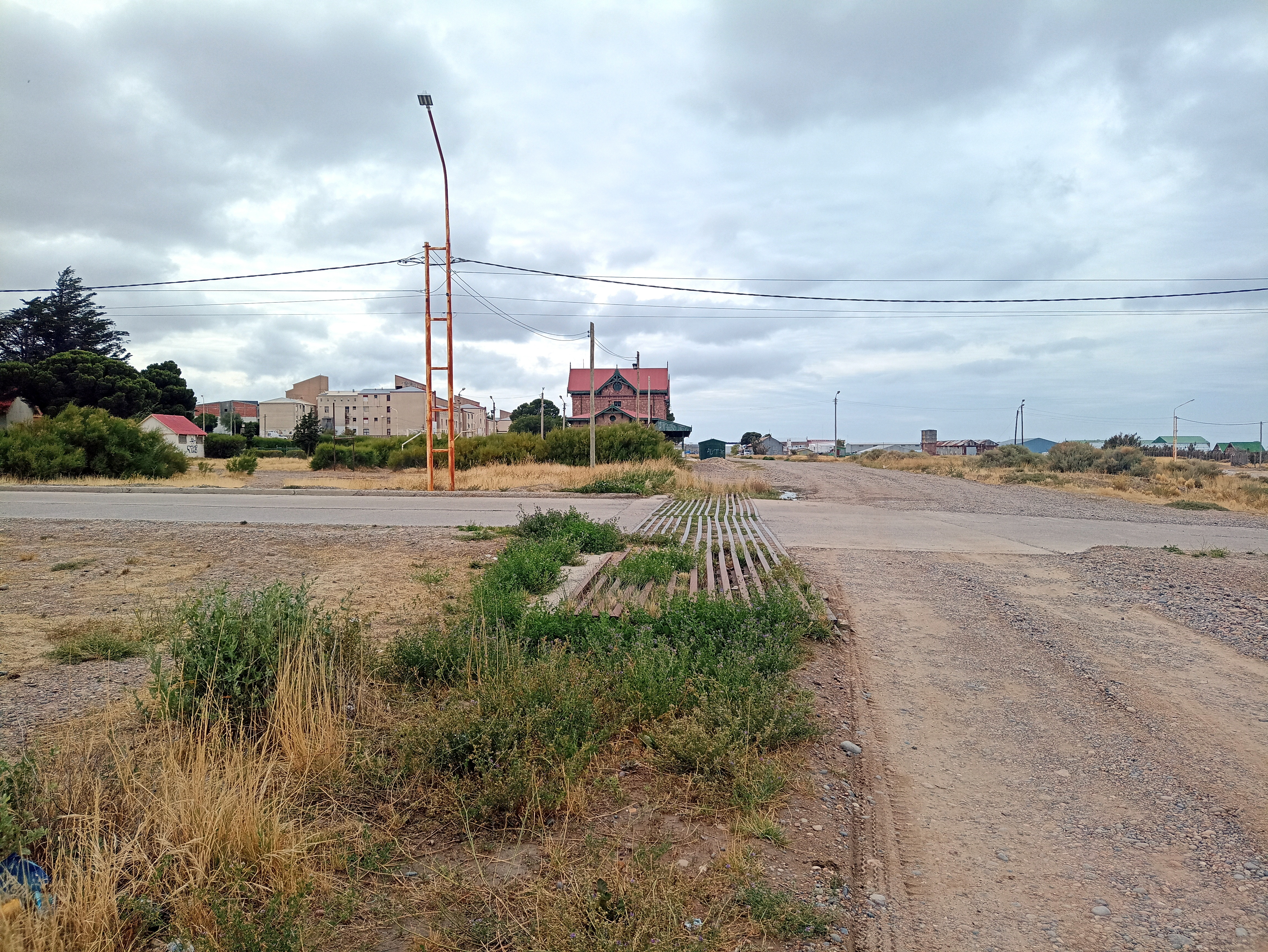
La vía hacia el ramal al muelle cortada en su inicio.

El itinerario de 1945 volvió a presentar al ramal en la misma sección de que los anteriores y los datos técnicos no se alteraron. No obstante, se dieron detalles del material rodante que usaba este ramal:
| Tipo                     | Cantidad | Marca               | Ejes | Año de fabricación |
| ------------------------ | -------- | ------------------- | ---- | ------------------ |
| Guinche a vapor          | 3        | Grafton y Cia       | 2    | 1908               |
| Guinche manual           | 1        | Evans Thorton y Cia | 3    | 1908               |
| Locomotoras de Maniobras | 2        | Baldwin / Manning   | 3    | 1896/1890          |

En 2008 se informó al ramal con faltantes en algunos tramos y se calculó una nueva longitud que con las reposiciones totalizaría en 1,6 kilómetros desde la estación a la zona portuaria.

## Funcionamiento
Después de finalizado el viaje de larga distancia de cargas proveniente de Las Heras; sus cargas podían ser almacenadas en los depósitos de Deseado a lo largo de la extensa playa de maniobras de la estación Puerto Deseado. Sin embargo, si el destino de estas era la exportación; las cargas eran conducidas luego atravesar la estación, eludir los desvíos a la gran playa de maniobras; y abordar vías que se prolongaban hacia el muelle. El recorrido se efectuaba pasando por la zona costera del pueblo deseadense rumbo a la zona portuaria. Con el arribo a la sección portuaria las vías tenía diversos desvíos y almacenes pensado para alojar numerosos vagones y mercaderías.
En la recepción de las cargas marinas el sistema actuaba de la misma forma almacenaba a lo largo de los galpones y desvíos; administraba y catalogaba las mismas rumbo a la estación Puerto Deseado y desde ese punto se administraba en el pueblo o se decidía su rumbo a lo largo del ferrocarril que concluía en Las Heras.
De esta forma, en la práctica, el ramal funcionaba como una prolongación negativa del ferrocarril principal. El sentido negativo se explica porque el ramal ubica pasando la ubicación de la estación matriz que es el punto 0 de todo el ferrocarril. Además, el ramal no era una derivación aparte; sino más bien actuaba como una continuación del mismo ferrocarril principal hacia el puerto. Por otro lado, finalizaba justo frente al mar; mientras que en algún punto se colocó el apeadero para que los portuarios y ferroviarios administren todos los movimientos provenientes del ramal al muelle como los que tenían destinación en estas vías.

El sistema se mantuvo activo desde el inicio del ferrocarril hasta su cierre en 1978. Luego de la clausura la ciudad fue invadiendo poco a poco con calles, casas y hasta un club que construyó su cancha sobre las vías. Hoy parte de sus vías están incompletas por lo que se obliga a un rediseño del mismo si es que se piensa en una reapertura sería de todo el ferrocarril.

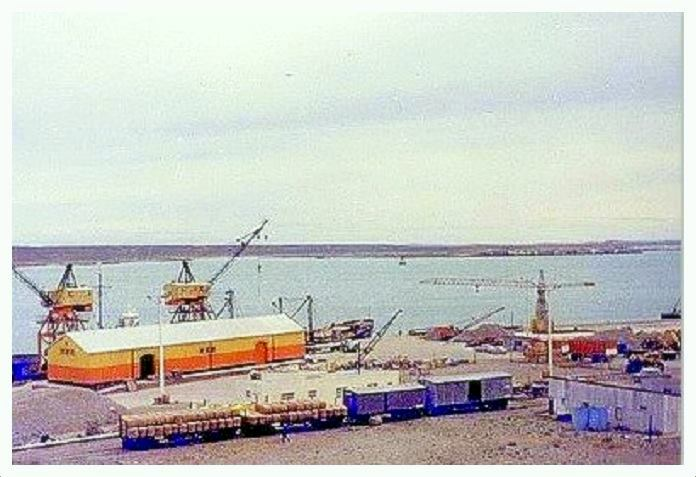
Una de las pocas imágenes a color del ferrocarril que retrata al apeadero del Muelle y el ramal antes de culminar en la zona portuaria a pocos metros con plena actividad.

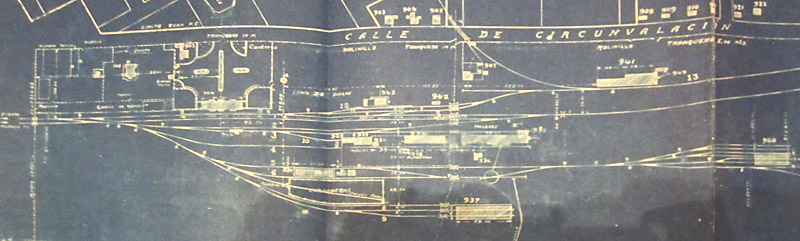
Plano de la extensa playa de maniobras de la estación Puerto Deseado continuando las vías el muelle a la izquierda; mientras que a la derecha rumbo a Las Heras.
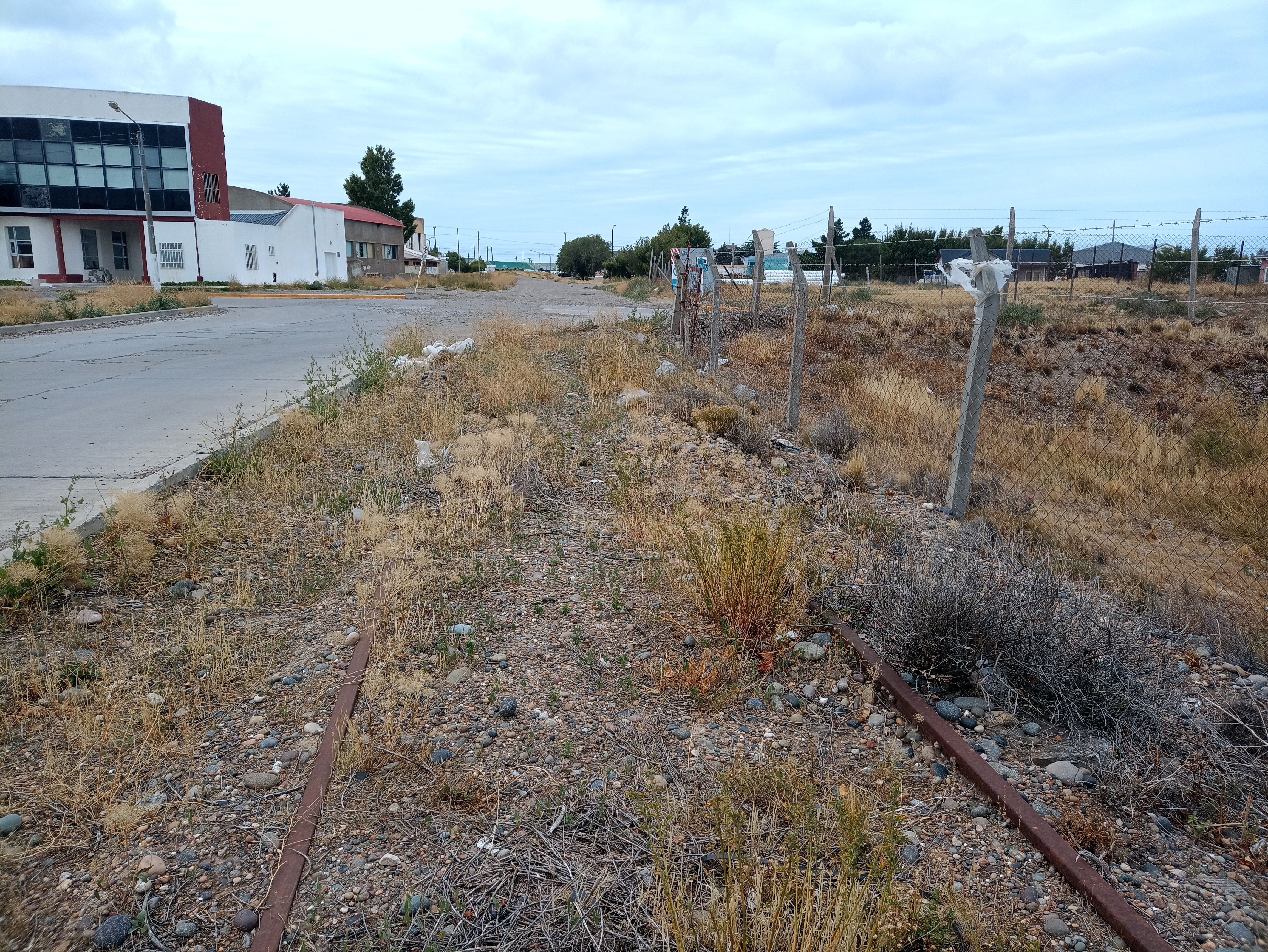
Tramo medio del ramal parcialmente conservado, pero cortado por una calle asfaltada.
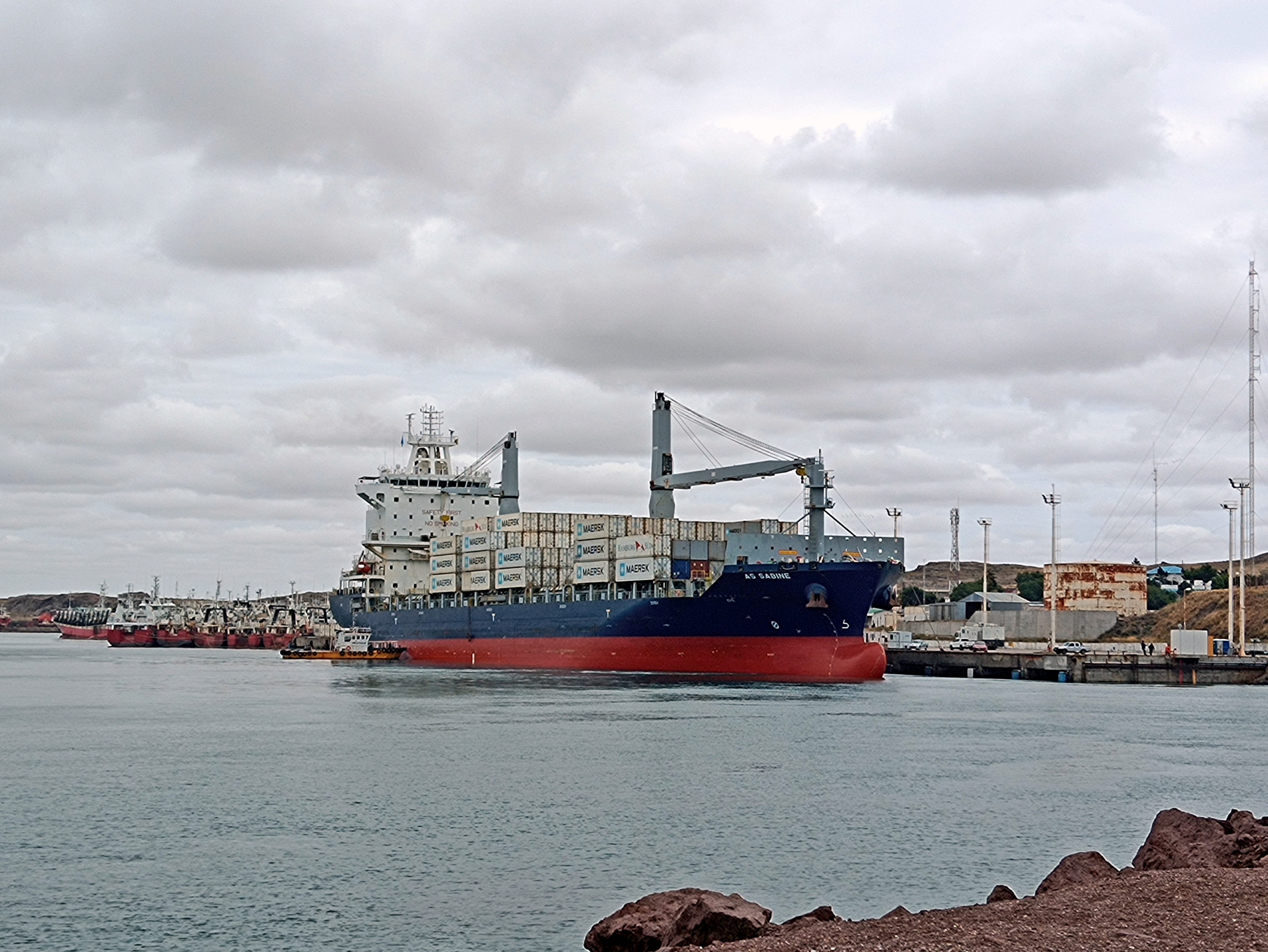
Incipiente actividad portuaria y pesquera en Deseado.
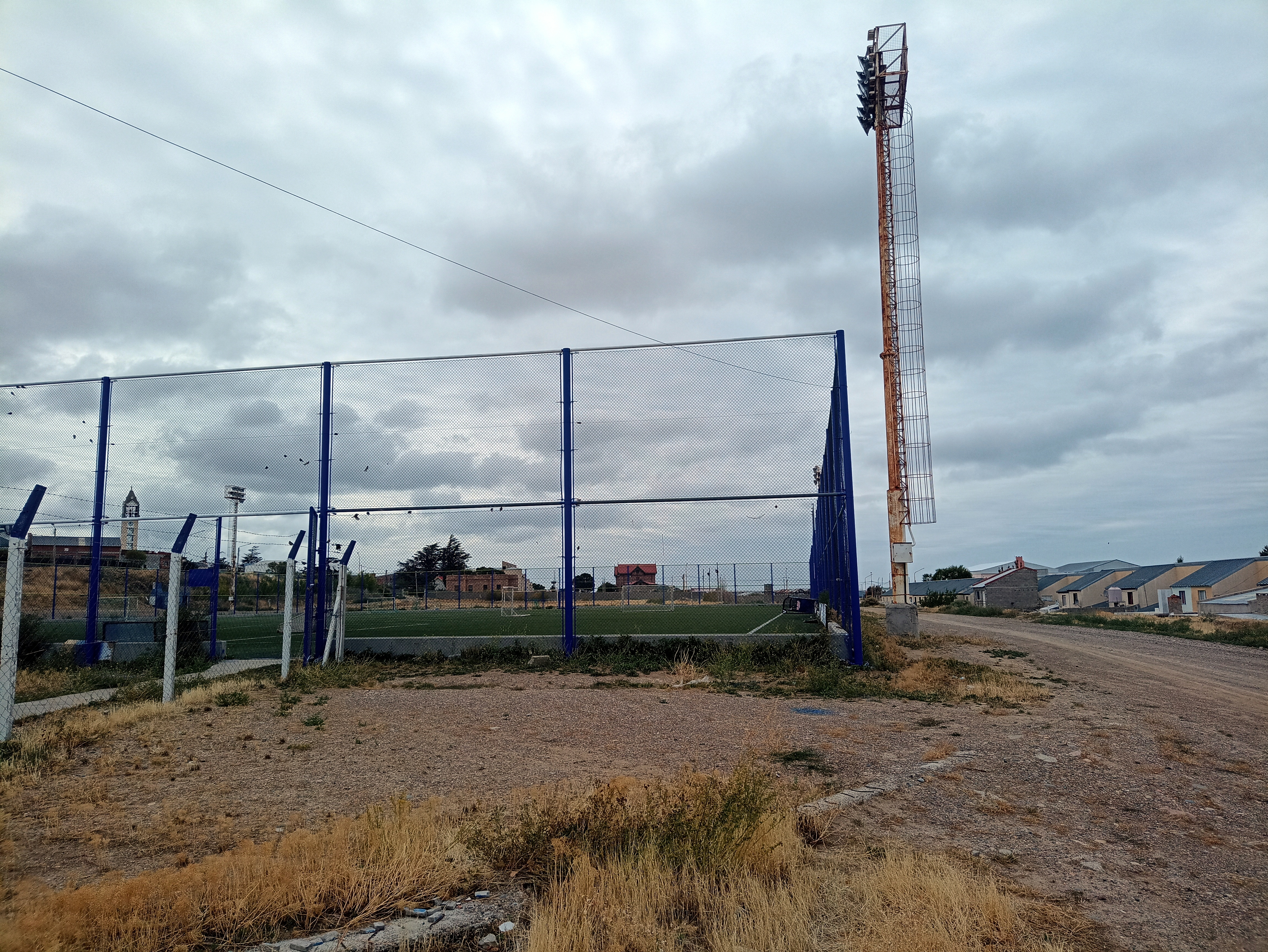
Donde debería estar la vía del ramal al muelle  se instaló el club Ferrocarril de Deseado.